# サン＝テティエンヌ造兵廠

サン＝テティエンヌ造兵廠を描いた絵

サン＝テティエンヌ造兵廠 (サン＝テティエンヌぞうへいしょう, フランス語: Manufacture d'armes de Saint-Étienne, 略称 MAS) は、フランス中南部ロワール県のサン＝テティエンヌに存在した工廠/造兵廠（軍需品・兵器工場）である。1760年代に設立され、以来200年以上に渡りフランス軍用の銃器の開発および製造を担っていた事で知られている。

## 歴史
サン＝テティエンヌは中世時代から狩猟用や戦闘用のナイフや剣などの生産で有名であり、1665年にフランス王室直属の武器備蓄庫が開設される際にはサン＝テティエンヌで武器の生産が行われた。
1764年、ルイ15世の時代に国営シャルルヴィル造兵廠長官の命令でサン＝テティエンヌ造兵廠 (フランス語: Manufacture d'armes de Saint-Étienneが設立された。1789年のフランス革命が始まる頃には年間12,000丁の銃器を生産しており、革命が始まると非キリスト教化運動の影響を受け、キリスト教の聖人ステファノに由来するサン＝テティエンヌの町の名は、Armeville（アルムヴィル, 武器の街）と呼ばれるようになり、工廠では革命軍向けの武器を生産した。
フランス第一帝政時代になると、大陸軍に充分な火器を供給するため、サン＝テティエンヌ造兵廠の生産量は増加し、7月王政の時代、1838年にサン＝テティエンヌ造兵廠のオーナーが工場を政府に売却した頃には、年間の銃器生産数は最大30,000丁程度にまで増加していた。
フランス第二帝政の時代には更なる武器の生産能力が求められるようになり、1862年から1870年にかけて新工場および付随施設が建設され、新型の蒸気機関を動力とする工作機械が導入された。これによりサン＝テティエンヌ造兵廠の銃器生産能力は年間20万丁にまで向上し、1866年からはフランス軍向けのシャスポー銃の生産が始まり、1874年からは改良されたグラース銃の生産が行われた。
1886年からはシャテルロー造兵廠でルベルM1886小銃の生産が始まり、サン＝テティエンヌ造兵廠もルベル小銃の生産を行った。1894年にはサン＝テティエンヌ造兵廠は軍事省の管轄する施設という位置付けになった。
1930年代後期にはルベル小銃やベルティエ小銃の後継として、サン＝テティエンヌ造兵廠が開発に携わったMAS 36小銃の生産が始まった。
第二次世界大戦終結後の1949年にはMAS 49半自動小銃の量産が開始された。これは、サン＝テティエンヌ造兵廠が第二次世界大戦以前からMAS-40、MAS-44として開発・研究を進めてきた国産自動小銃の一つの完成形としてフランス陸軍に採用された。
1960年代に入るとサン＝テティエンヌ造兵廠は新型自動小銃（アサルトライフル）の開発を始め、1977年にブルパップ式アサルトライフルのFA-MASがフランス陸軍に採用された。FA-MASは小改良を受けながら2010年代に至るまで現役で運用されている。
サン＝テティエンヌ造兵廠の規模は徐々に縮小され、1989年には国営防衛企業GIATインダストリーズ
の傘下となり、2001年にサン＝テティエンヌ造兵廠の工場は稼動を停止した。工場の跡地は、南側は住宅地となり、中央部は工業デザインの研究や教育を目的としたシテ・デュ・デザイン (デザインの街)と呼ばれる施設として再整備され、北側はGIAT/ネクスターグループとも関連する視覚光学機器の研究開発施設となっている。
また、1860年代に建設された工場や付随施設の一部は、2006年に歴史的建造物として保護される指定を受けた。

## 主な開発・生産製品
- 1864年：タバティエール銃の生産。
- 1866年：シャスポー銃の生産。
- 1873年：MAS M1873リボルバーの生産。
- 1874年：グラース銃の生産。
- 1886年：ルベルM1886小銃の生産。
- 1890年：ベルティエ小銃（英語版）の生産。
- 1892年：MAS M1892リボルバー（英語版）の開発および生産。
- 1917年：サン＝テティエンヌ Mle1907重機関銃。ピュトー工廠で開発されたピュトー APX M1905機関銃（英語版）を改良し、量産した。
- 1936年：MAS 36小銃。開発および生産。
- 1938年：MAS 38短機関銃。開発および生産。
- 1949年：MAS 49半自動小銃。開発および生産。
- 1949年：MAT 49短機関銃。チュール造兵廠（英語版）で開発されたMAT 49短機関銃の生産。
- 1950年：MAS 50自動拳銃。シャテルロー造兵廠（英語版）で開発されたMAC 50のサン＝テティエンヌ造兵廠での生産モデル。
- 1952年：AA-52汎用機関銃。
- 1958年：MAC-58重機関銃（英語版）。口径12.7mm、試作のみ。
- 1966年：FR F1狙撃銃（英語版）。開発および生産。
- 1975年：FA-MASアサルトライフル。開発および生産。
- 1986年：FR F2狙撃銃（英語版）。開発および生産。
- 1989年：PA-MAS G1自動拳銃。ベレッタ 92のライセンス生産。

## 画像

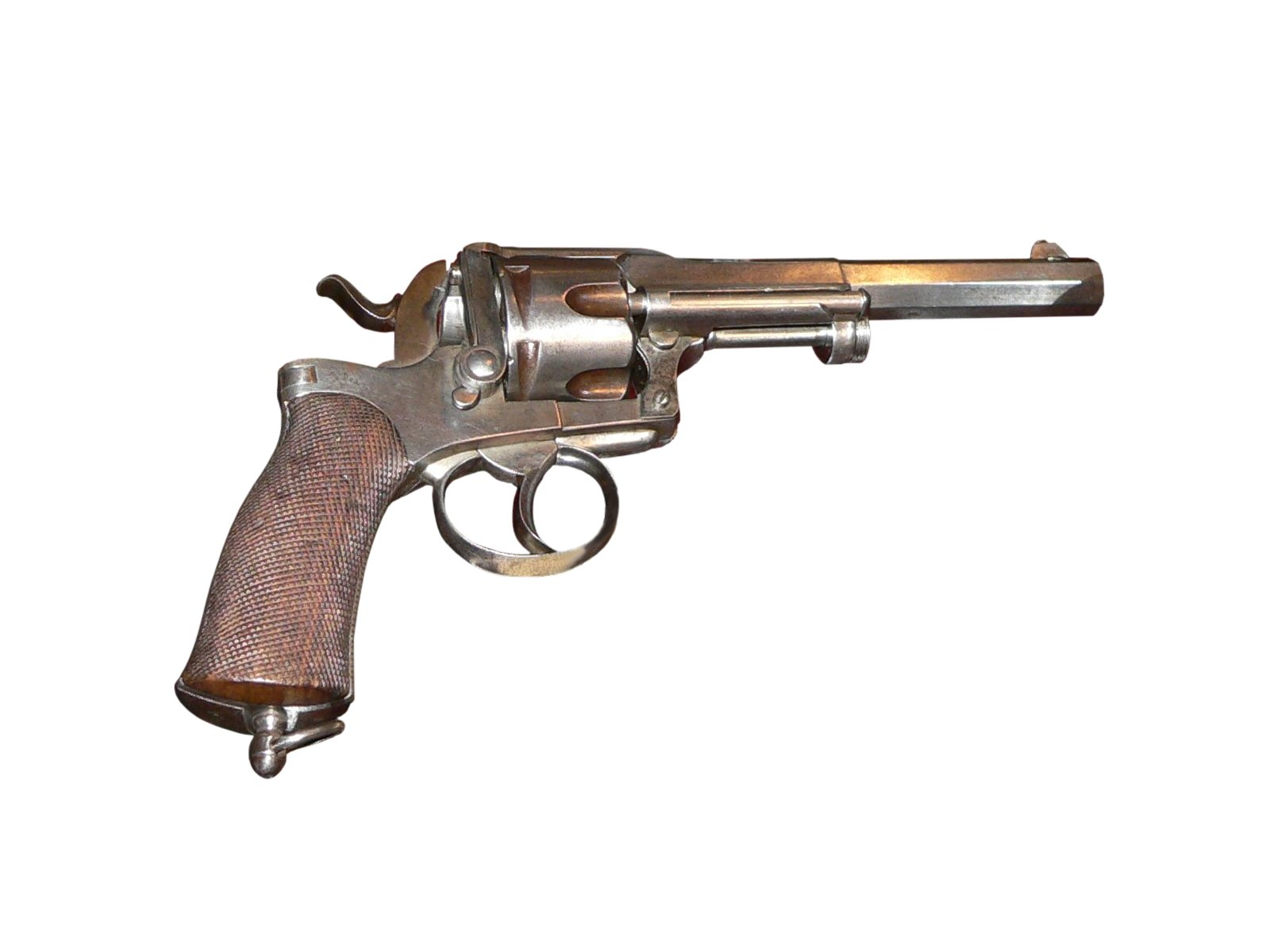
MAS M1873リボルバー
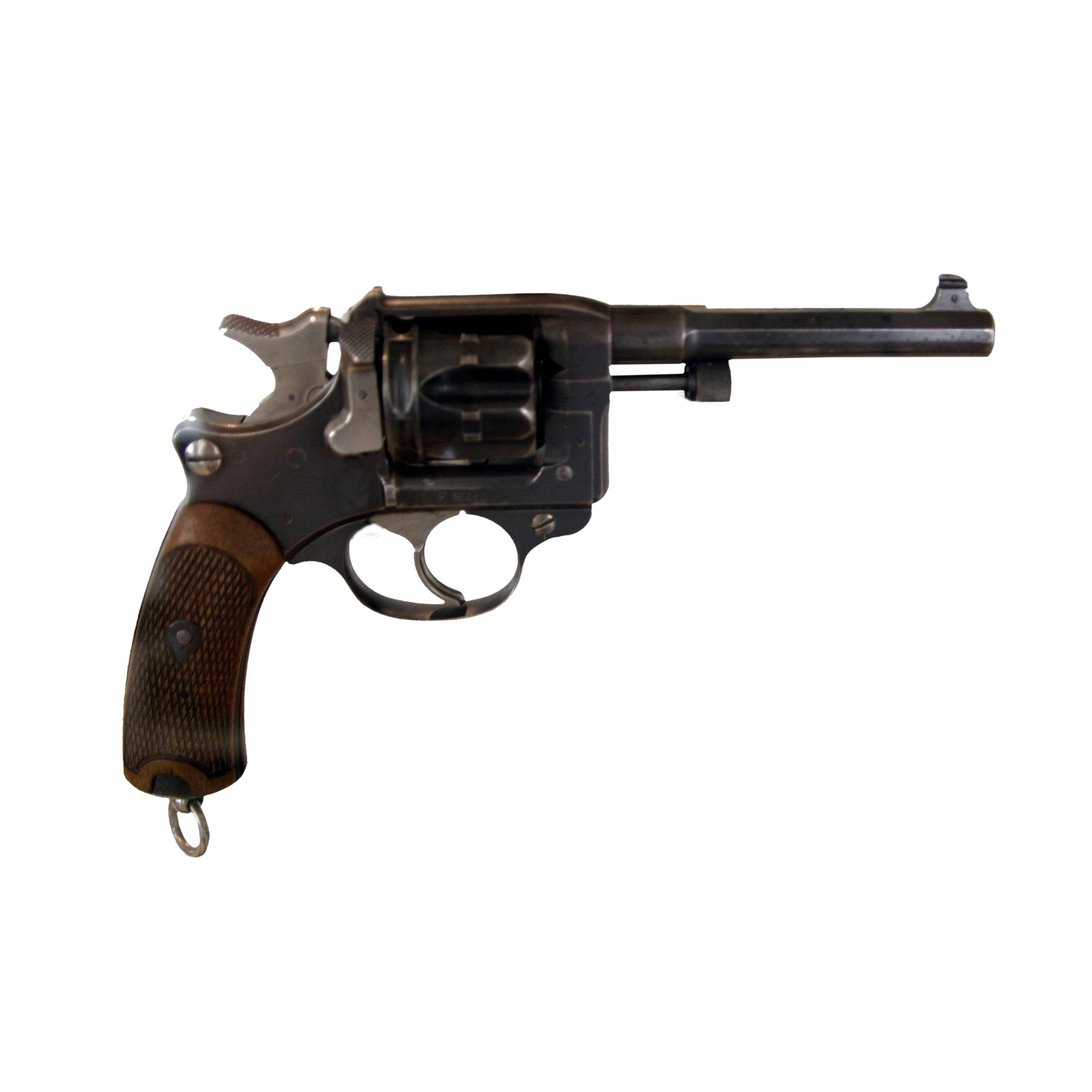
MAS M1892リボルバー
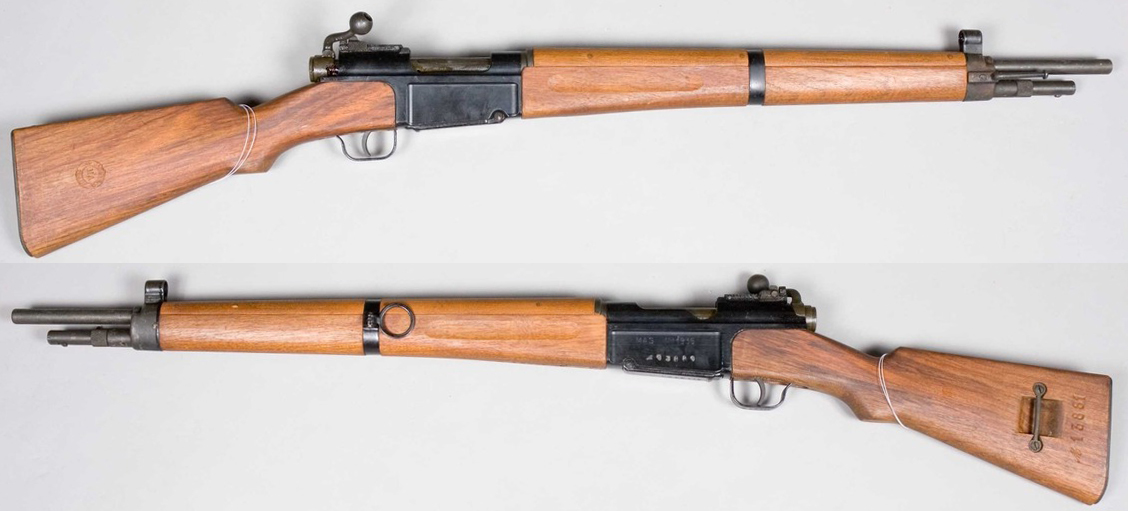
MAS-36小銃
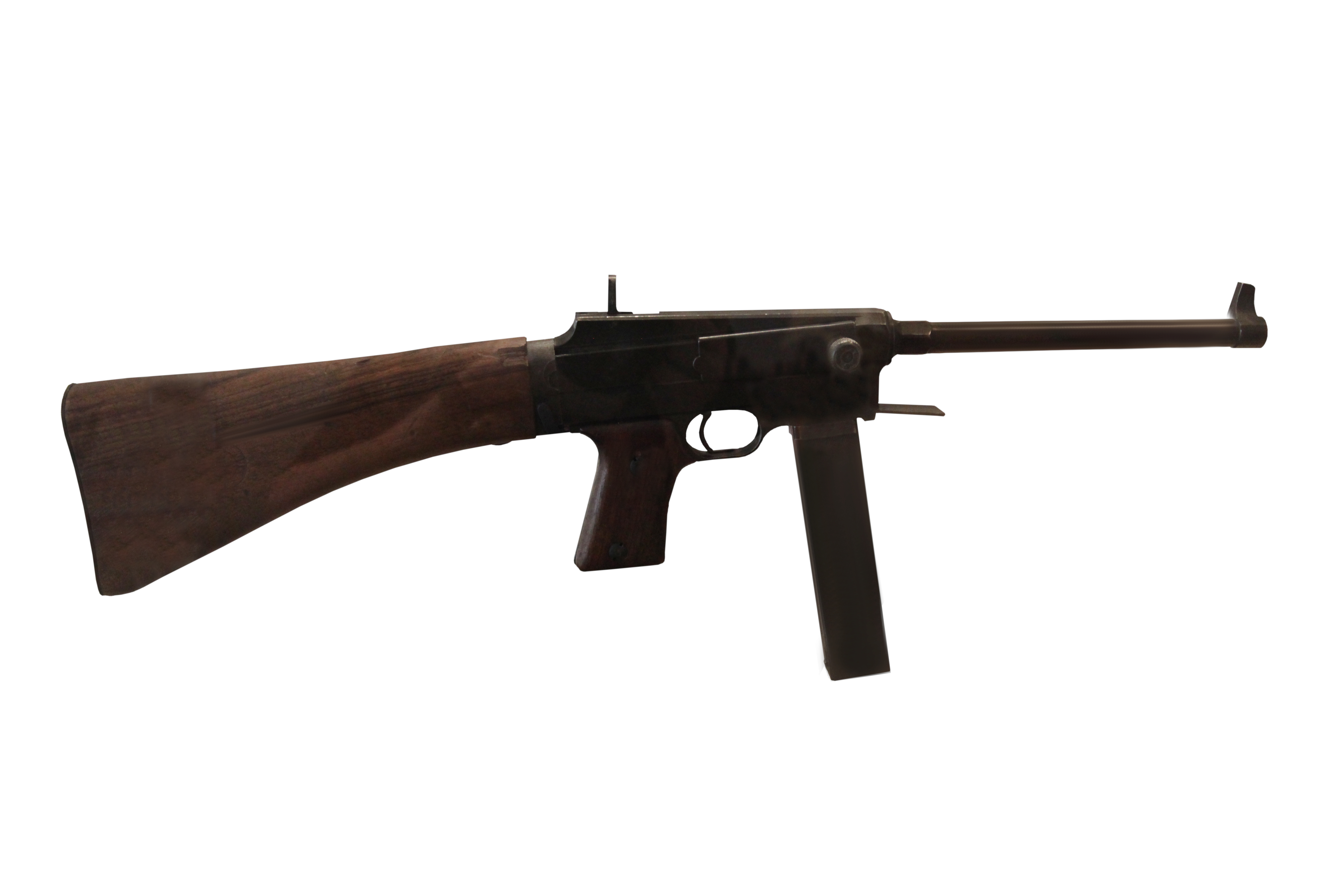
MAS-38短機関銃
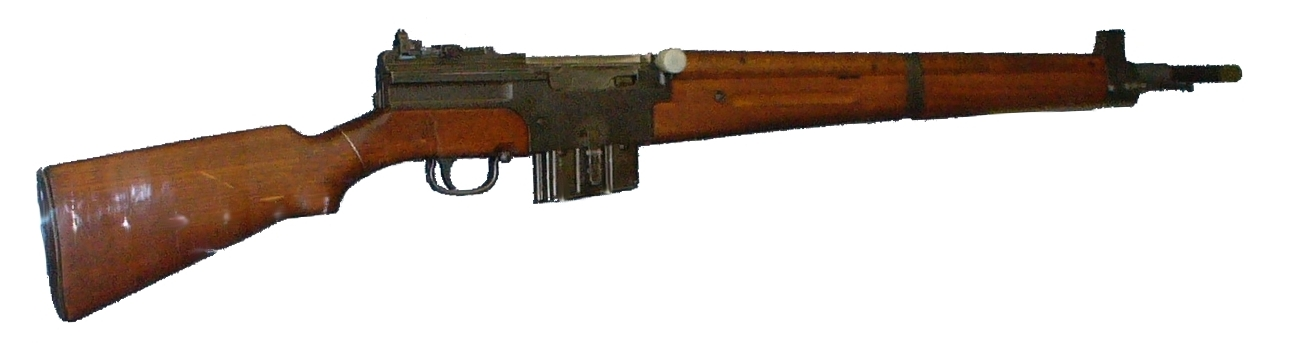
MAS-49半自動小銃
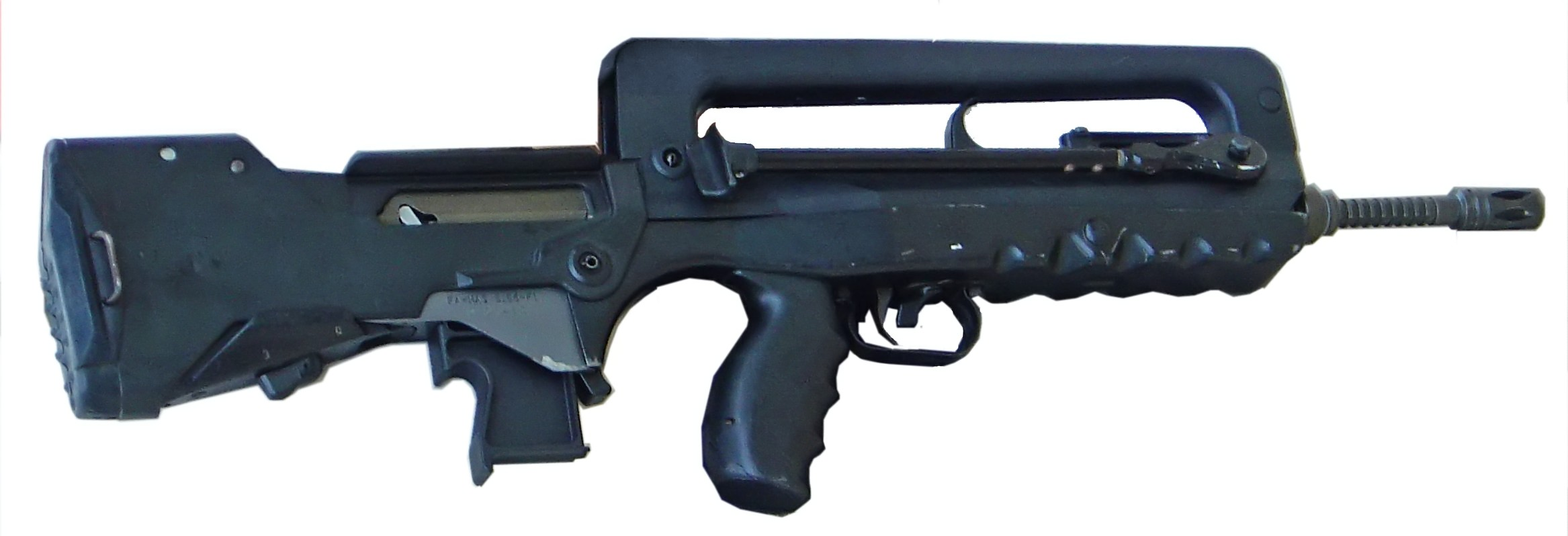
FAMAS F1突撃銃
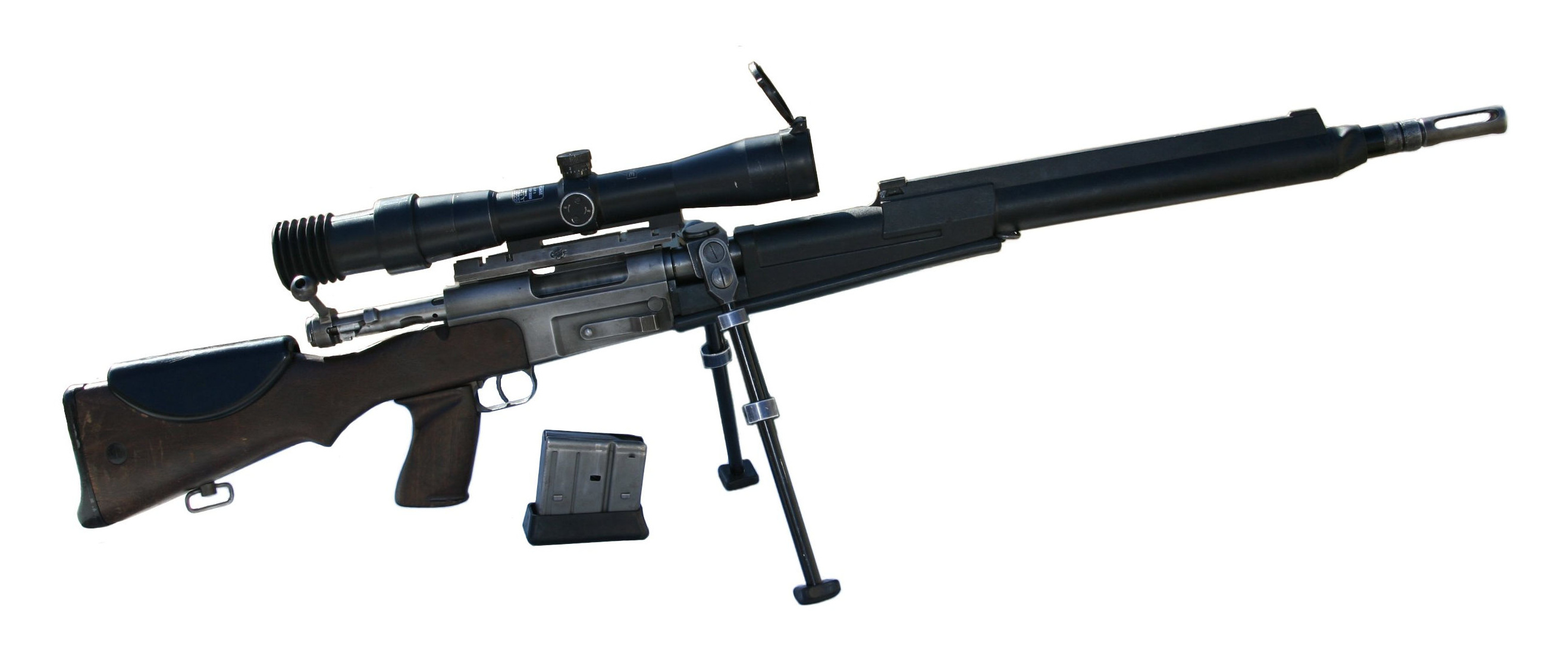
FR F2狙撃銃